# Petteri Wirtanen
Petteri Wirtanen (* 28. Mai 1986 in Hyvinkää) ist ein ehemaliger finnischer Eishockeyspieler, der im Verlauf seiner aktiven Karriere zwischen 2003 und 2022 unter anderem über 450 Spiele für Hämeenlinnan Pallokerho, Helsingfors IFK und TPS Turku in der finnischen (SM-)Liiga auf der Position des Centers bestritten hat. Darüber hinaus war Wirtanen auch über längere Zeiträume in der American Hockey League (AHL) und Kontinentalen Hockey-Liga (KHL) aktiv.

## Karriere

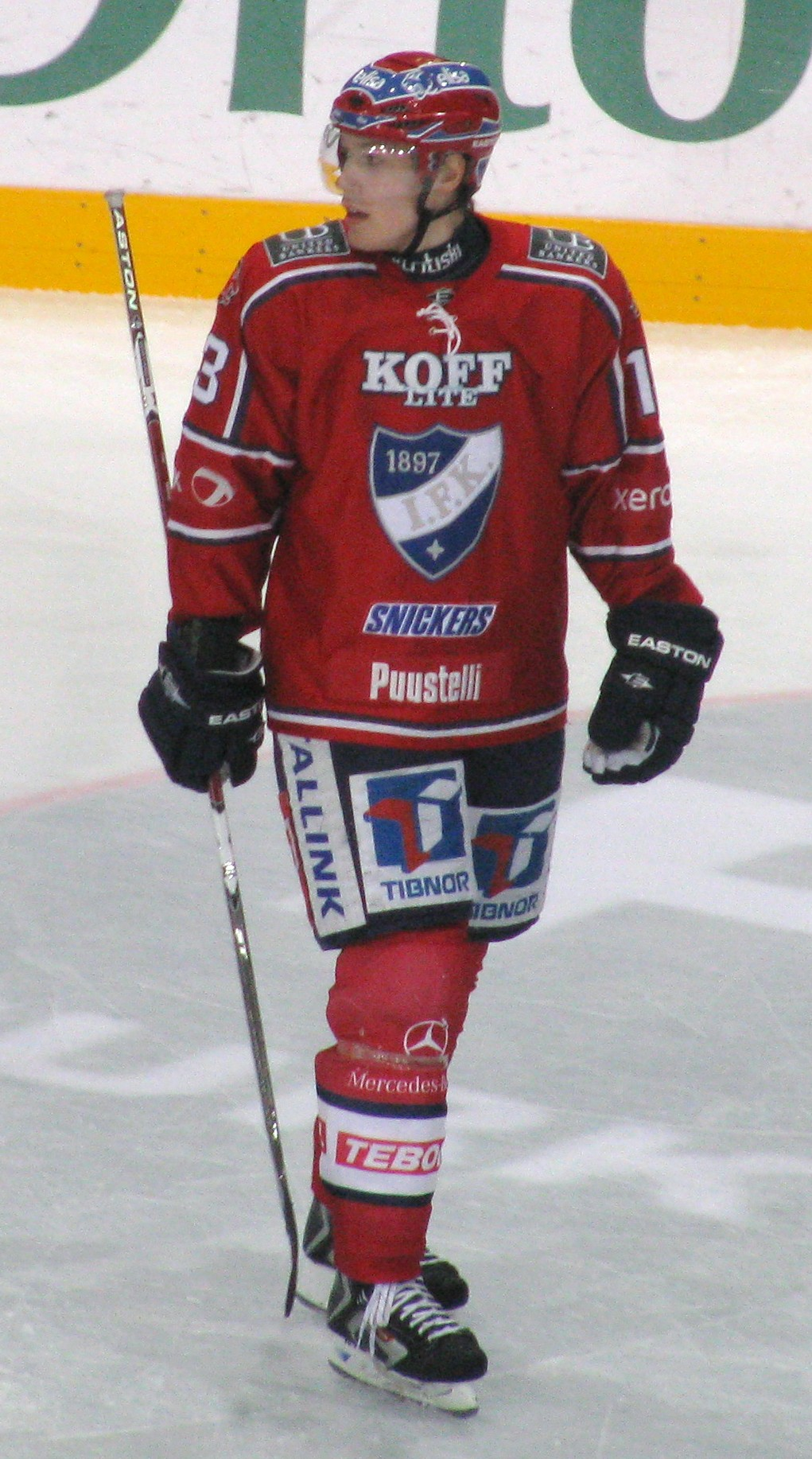
Wirtanen im Trikot des Helsingfors IFK (2009)

Petteri Wirtanen begann seine Karriere im Jahr 2004 beim Hämeenlinnan Pallokerho in der SM-liiga, für die er zwei Jahre lang auflief und im Jahr 2006 die finnische Meisterschaft gewann. Bereits im Sommer 2002 war er dorthin gewechselt, nachdem er zuvor bei seinem Heimatklub Hyvinkään Ahmat das Eishockeyspielen erlernt hatte. In insgesamt 71 Partien erreichte er zwölf Punkte und erhielt 36 Strafminuten.
Wirtanen wurde beim NHL Entry Draft 2006 von den Anaheim Ducks aus der National Hockey League (NHL) in der sechsten Runde an insgesamt 172. Position ausgewählt. Die folgenden zwei Jahre verbrachte der Angriffsspieler überwiegend bei den Portland Pirates, dem Farmteam der Ducks, in der American Hockey League (AHL). In der Saison 2007/08 wurde er erstmals in den NHL-Kader berufen und in drei Spielen eingesetzt, in denen er einen Treffer beisteuern konnte. Das Folgejahr verbrachte der Finne erneut in der AHL und war für die Iowa Chops aktiv, die damals ebenfalls zu den Farmteams der Südkalifornier zählten. In 78 Partien erzielte er 41 Punkte und erhielt 50 Strafminuten. Die Chops wurden für die Saison 2009/10 vom Spielbetrieb abgemeldet, woraufhin er in seine finnische Heimat zurückkehrte und bei Helsingfors IFK einen Vertrag unterzeichnete, für den er bis 2012 auflief. Mit dem HIFK gewann er im Frühjahr 2011 eine weitere finnische Meisterschaft und führte in der folgenden Spielzeit seine Mannschaft als Assistenzkapitän aufs Eis.
Im Mai 2012 erhielt Wirtanen einen Vertrag beim ukrainischen KHL-Neuling HK Donbass Donezk und spielte dort bis zum Sommer 2014. Mit der Mannschaft gewann er in diesem Zeitraum den IIHF Continental Cup. Im September 2014 erhielt einen befristeten Vertrag bei Fribourg-Gottéron aus der Schweizer National League A (NLA), der letztlich bis Anfang November 2014 verlängert wurde. Anschließend wechselte er zu Jokerit in die Kontinentale Hockey-Liga und spielte dort vier Jahre lang, in denen er mehr als 180 KHL-Partien absolvierte.
Vor der Saison 2018/19 erhielt er keinen neuen Vertrag bei den Jokern mehr und wechselte daher zurück in die finnische Liiga zu TPS Turku. Dort wurde er bis in den November hinein eingesetzt, ehe er an Djurgårdens IF aus der Svenska Hockeyligan (SHL) abgegeben wurde. Mit dem schwedischen Hauptstadtklub wurde der Finne am Saisonende Vizemeister. Anschließend kehrte Wirtanen nach Turku zurück und verbrachte dort zwei Spielzeiten, in denen er mit der Mannschaft im Frühjahr 2021 ebenfalls Vizemeister wurde. Nachdem der Stürmer die Saison 2021/22 beim Ligakonkurrenten Helsingfors IFK verbracht hatte, beendete der 36-Jährige im Sommer 2022 seine aktive Karriere.

### International
Bei der U20-Junioren-Weltmeisterschaft 2006 gewann Wirtanen mit der U20-Nationalmannschaft Finnlands die Bronzemedaille. In sieben Turnierspielen trug der Stürmer dazu eine Torvorlage bei. Zuvor hatte er bereits an der U18-Junioren-Weltmeisterschaft 2004, teilgenommen, die die Finnen auf dem siebten Platz beendet hatten.
Im Seniorenbereich kam Wirtanen zunächst zwischen 2010 und 2015 bei Spielen der Euro Hockey Tour für die finnische A-Nationalmannschaft zum Einsatz. Dazwischen lag die Teilnahme an der Weltmeisterschaft 2014, bei der er dreimal zum Einsatz kam, als die Mannschaft Vizeweltmeister wurde und das Turnier mit dem Gewinn der Silbermedaille beendete.

## Erfolge und Auszeichnungen
| - 2006 Finnischer Meister mit Hämeenlinnan Pallokerho - 2011 Finnischer Meister mit dem Helsingfors IFK - 2013 IIHF-Continental-Cup-Gewinn mit dem HK Donbass Donezk | - 2019 Schwedischer Vizemeister mit Djurgårdens IF - 2021 Finnischer Vizemeister mit TPS Turku |

### International
- 2006 Bronzemedaille bei der U20-Junioren-Weltmeisterschaft
- 2014 Silbermedaille bei der Weltmeisterschaft

## Karrierestatistik

### International
Vertrat Finnland bei:
- U18-Junioren-Weltmeisterschaft 2004
- U20-Junioren-Weltmeisterschaft 2006
- Weltmeisterschaft 2014

(Legende zur Spielerstatistik: Sp oder GP = absolvierte Spiele; T oder G = erzielte Tore; V oder A = erzielte Assists; Pkt oder Pts = erzielte Scorerpunkte; SM oder PIM = erhaltene Strafminuten; +/− = Plus/Minus-Bilanz; PP = erzielte Überzahltore; SH = erzielte Unterzahltore; GW = erzielte Siegtore; 1 Play-downs/Relegation; Kursiv: Statistik nicht vollständig)